# Vasama 2
Vasama 2 var en finländsk snabb patrullbåt som tjänstgjorde mellan 1957 och 1979 i den finländska marinen. Vasama 2 var byggd i Storbritannien av Saunders Roe (Anglesey) Ltd. i Beumaris. Båten var av Dark-klass.

## Fartyg av klassen
- Vasama 1
- Vasama 2